# Prix de l'inaperçu
Le prix de l'inaperçu - Ignatius J. Reilly est un prix littéraire français décerné entre 2008 et 2015. Il est accompagné du prix de l'inaperçu - étranger.

## Le prix
Le prix a été créé en 2008 par Benjamin Fau avec Nils C. Ahl et  Stéphane Rose.
Il récompense deux romans, récits ou recueils de nouvelles, l'un de langue française et l'autre, étranger, « qui, en dépit de leurs qualités de style et/ou de fond, n’ont pas reçu l’accueil médiatique qu’ils méritaient lors des ″rentrées littéraires″ ».
Le prix, remis à la fin du mois de mai, est doté d'un montant de 1000 €.
Le jury, tournant pour partie, est constitué de journalistes, d'éditeurs, de libraires, d'auteurs, de professeurs, de blogueurs mais aussi de simples lecteurs. Il est impossible d'en être membre plus de deux années.

## Lauréats

### Prix de l'inaperçu - Prix Ignatius J. Reilly
- 2008 : Zone de combat d'Hugues Jallon (Verticales)[3]
- 2009 : En espérant la guerre de Dominique Conil (Actes Sud)[4],[5]
- 2010 : Conquistadors d'Éric Vuillard (Léo Scheer)[6]
- 2011 : Double bonheur de Stéphane Fière (Métailié)[7]
- 2012 : Les couleurs de l'hirondelle de Marius Daniel Popescu (José Corti)[8]
- 2013 : Les choix secrets de Hervé Bel (JC Lattès)[9]
- 2014 : 180 jours d'Isabelle Sorente (JC Lattès)[10]
- 2015 : Le poisson pourrit par la tête de Michel Goussu (Le Castor astral)[11]

### Prix de l'inaperçu - Étranger
- 2008 : Twelve Bar Blues de Patrick Neate (Intervalles), traduit de l'anglais par Sophie Azuelos[3]
- 2009 : La Chambre solitaire de Shin Kyong-suk (Philippe Picquier), traduit du coréen par Jeong Eun-jin et Jacques Batilliot[4]
- 2010 : La Plaine de Bi Feiyu (Philippe Picquier), traduit du chinois par Claude Payen[6]
- 2011 : Au nord du monde de Marcel Theroux (Plon), traduit de l'anglais par Stéphane Roques[7]
- 2012 : Des bruits dans la tête de Drago Jancar (Passage du Nord-Ouest), traduit du slovène par Andrée Lück Gaye[8]
- 2013 : L'Étoile du généralissime de Iouri Droujnikov (Fayard), traduit du russe par Marilyne Fellous[9]
- 2014 : Ma vie dans la supérette de Kim Ae-ran (Éditions Decrescenzo), traduit du coréen par Jean-Claude de Crescenzo[10]
- 2015 : Le poids du temps de Lutz Seiler (Verdier), traduit de l'allemand par Uta Müller et Denis Denjean[11]